# モムチロ・ガヴリッチ
モムチロ・ガヴリッチ（Momčilo Gavrić、セルビア語キリル文字: Момчило Гаврић、1906年5月1日 - 1993年4月28日）は第一次世界大戦の戦闘に従軍した最年少の兵士である。彼は8歳という若さでセルビア軍の兵士になった。

## 経歴
モムチロ・ガヴリッチは1906年5月1日、セルビア王国のトルブシュニツァで生まれた。
第一次世界大戦が始まった直後の1914年8月初旬、第42クロアチア国内警備歩兵師団のオーストリア＝ハンガリー軍兵士が、彼の父、母、祖母、3人の姉妹、4人の兄弟を負傷させ、捕らえて絞首刑にし、家に放火した。モムチロはこの事件が起きたときは叔父の家におり実家にいなかったため生き残った。
家族も家も失ったモムチロは、当時グチェヴォの近くにあったセルビア王国軍の第6砲兵師団の元へ行きそこで部隊のステヴァン・トゥコヴィッチ少佐は、モムチロの身に何が起こったのかを聞いた後、モムチロを部隊に受け入れ、部隊の兵士であるミロシュ・ミショヴィッチをモムチロの世話係に任命した。同じ日の夜、彼はオーストリア＝ハンガリー軍兵士に対する砲撃に参加した。
8歳のとき、セルの戦いの後、部隊の指揮官によって伍長に昇進し、軍服を与えられた。
部隊にいた間に規律を教えられ、負傷したこともあった。モムチロはその後は曹長に昇進した。その後は第一次世界大戦を連合軍の勝利と共に終戦を迎える。

### 終戦後
終戦後は戦争体験を語るドキュメンタリーなどに参加する。
モムチロ・ガブリッチは1993年にベオグラードで死去する。2014年、ロズニツァの通りに彼の名前が付けられた記念碑が建った。